# Wieża ciśnień na placu Wolności w Lublinie
Wieża ciśnień na placu Wolności – nieistniejąca obecnie neogotycka wieża ciśnień na placu Wolności (dawniej Bernardyńskim) w Lublinie, wybudowana w latach 1897–1899, zniszczona w 1944 i ostatecznie rozebrana w 1946 roku. Początkowo miała stanąć na placu między kościołem powizytkowskim i gimnazjum lubelskim. Plany zmieniono, wieża stanęła na placu Bernardyńskim. Obok Bramy Krakowskiej i Wieży Trynitarskiej była przed II wojną światową jedną z najwyższych budowli w mieście. Wieża zamykała perspektywę ulicy Namiestnikowskiej, noszącej od 1928 roku imię prezydenta Gabriela Narutowicza. Od Krakowskiego Przedmieścia w kierunku wieży biegła wąska ulica Pijarska.

## Historia
Pod koniec wieku XIX Lublin potrzebował nowego systemu wodociągowego, ponieważ stan sanitarny miasta wówczas był bardzo zły. W latach 1892 i 1894 nawiedziły Lublin epidemie cholery, ponadto wybuchające regularnie pożary, były trudne do opanowania z powodu niedostatecznej ilości wody.
Centralną częścią systemu miała zostać wieża ciśnień, a budową sieci zaopatrującej lublinian w wodę zajął się inżynier Adolf Weisblatt. Sama wieża ciśnień została wystawiona w latach 1897-1899 na ówczesnym placu Bernardyńskim, dzisiejszym placu Wolności. Oficjalne otwarcie miało miejsce 1 lipca 1899 roku.
Wieża została wybudowana w modnym wówczas stylu neogotyckim i przypominała nieco średniowieczne baszty obronne. Szczyt budynku zwieńczony był blankami, natomiast wewnątrz znajdował się zbiornik, który mógł pomieścić do 150 metrów sześciennych wody tłoczonej przez dwie pompy parowe. Wieża wykonana została z cegły maszynowej sprowadzonej z Wołynia. Na sieć zaprojektowaną przez Weisblata składały się studnie artezyjskie oraz system kanalizacyjny.

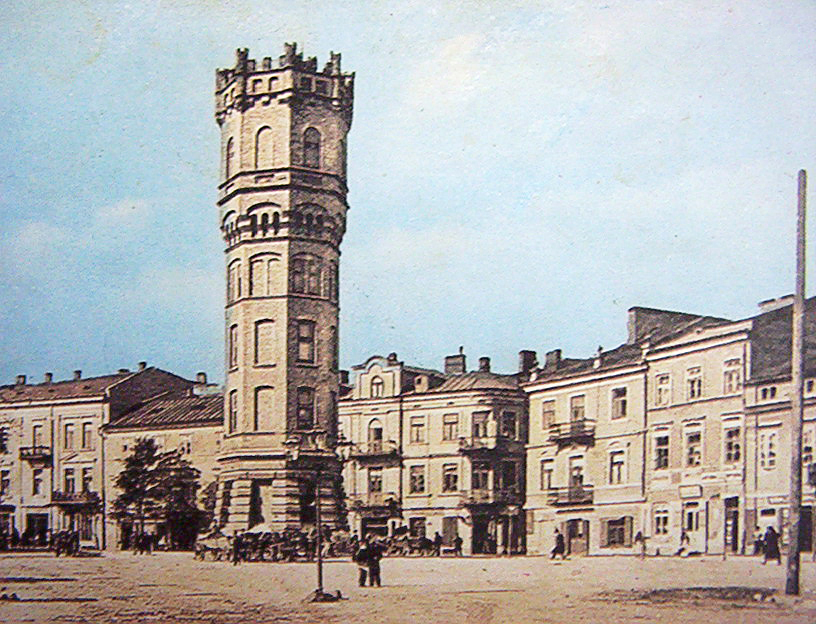
Lubelska wieża ciśnień około 1900 roku

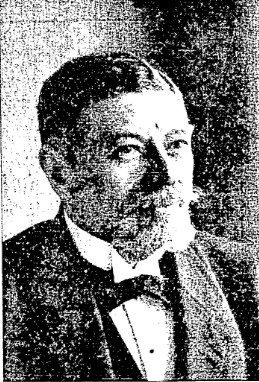
Inżynier Adolf Weisblat

Do Weisblata należała koncesja na eksploatację miejskich wodociągów, więc lubelski inżynier zrobił na wieży i wodociągach niezły interes. Ostatecznie magistrat postanowił skomunalizować instalację wodną w mieście, za co do kieszeni Weisblata trafiło sowite odszkodowanie. Tymczasem z powodu budowy wieży ciśnień przy Alejach Racławickich, ta na placu Wolności straciła na znaczeniu.
Koniec istnienia wieży ciśnień, jak również całego kwartału między ulicą Pijarską, placem Wolności a Krakowskim Przedmieściem przyniósł lipiec 1944 roku. Na broniących się w Lublinie Niemców uderzyła sowiecka 2 Armia Pancerna z jednostkami 1 Armii Wojska Polskiego. W tym samym czasie do realizacji akcji Burza na Lubelszczyźnie przystąpiły także oddziały Armii Krajowej, dowodzone przez generała Kazimierza Tumidajskiego "Marcina".
W wyniku walk wieża ciśnień doszczętnie spłonęła, a na jej szczycie straszyła wielka wyrwa po pocisku. Budynek nie nadawał się do odbudowy, więc w 1946 roku wieża została rozebrana. Ponadto zniknęły domy, które stały w jej sąsiedztwie.
W 2003 roku w związku z przebudową placu Wolności postanowiono upamiętnić wieżę ciśnień – miejsce gdzie kiedyś stała zaznaczono ciemną kostką brukową. W 2004 roku Miejskie Przedsiębiorstwo Wodociągów i Kanalizacji postanowiło wyłożyć pieniądze na nową fontannę na placu Wolności. Pośrodku misy wodotrysku stanął pomnik z brązu – miniatura dawnej wieży ciśnień.